# Ojo Saldivar
Ojo Saldivar är en källa i Mexiko. Den ligger i delstaten Coahuila, i den norra delen av landet. 